# Maria Grazia Roberti
Pour les articles homonymes, voir Roberti.
Maria Grazia Roberti, née le 10 décembre 1966 à Puegnago del Garda, est une coureuse de fond italienne. Elle est triple championne du monde de raquette à neige et vice-championne du monde de course en montagne 2009.

## Biographie
Maria Grazia s'illustre en 1986, en remportant sa première course de cross-country. Elle découvre par la suite la discipline de course en montagne où elle démontre d'excellents résultats. En 1993, elle remporte le premier de ses 10 titres nationaux de course de relais en montagne.
Lors du Trophée européen de course en montagne 1996 à Llanberis, elle est d'abord menée par les Françaises Isabelle Guillot et Evelyne Mura. Elle effectue ensuite une excellente descente, menant dans ses talons sa compatriote Nives Curti. Elles parviennent à doubler Evelyne Mura pour décrocher les deuxième et troisième marches du podium et remporter l'or par équipes.
Elle remporte son premier titre de championne d'Italie de course en montagne en 1997.
Entre 2000 et 2004 elle met sa carrière sportive entre parenthèses et donne naissance à deux enfants. Elle effectue son retour à la compétition en 2005 et retrouve rapidement le chemin du succès en remportant notamment la Scalata dello Zucco.
En 2006, le marathonien Osvaldo Faustini lui suggère d'essayer la course de raquette à neige alors qu'elle n'en avait jamais fait. Après quelques entraînements peu concluants à son goût, elle s'inscrit à la Ciaspolada le 6 janvier. Elle termine deuxième derrière Cristina Scolari. Le 19 mars, elle prend le départ de la première édition des championnats du monde de raquette à neige à Dachstein. Elle mène la course confortablement et remporte la victoire avec près de 7 minutes d'avance sur l'Américaine Rebecca Harman. Elle prouve sa bonne forme en décrochant son second titre national de course en montagne.
Le 25 février 2008, elle remporte son deuxième titre de championne d'Europe de raquette à neige à Grandvalira en dominant largement l'épreuve, terminant avec plus de trois minutes d'avance sur Laia Andreu. Le 21 septembre, elle prend part à l'édition inaugurale des championnats d'Italie de course en montagne longue distance à Martignano. Elle effectue une excellente course et remporte la victoire avec 41 secondes d'avance sur Cristina Scolari.
Le 6 septembre 2009, elle termine troisième d'un tir groupé des Italiennes aux Championnats du monde de course en montagne derrière Elisa Desco et Valentina Belotti. Elle hérite de la médaille d'argent à la suite de la disqualification d'Elisa Desco mais l'Italie perd la médaille d'or par équipes au profit de la Grande-Bretagne.
Le 27 février 2010, elle effectue une excellente course lors des championnats du monde de raquette à neige à Vancouver et parvient à résister à l'Américaine Keri Nelson pour remporter son deuxième titre. Elle remporte son deuxième titre de championne d'Italie de course en montagne longue distance à Domodossola en battant à nouveau sa rivale Cristina Scolari.
Le 11 mars 2012, elle décroche son troisième titre de championne du monde de raquette à neige à Québec. Elle remporte également son troisième titre de championne d'Italie de course en montagne longue distance à Carovilli.

## Palmarès

### Route/cross
| Année | Compétition                                       | Lieu                  | Place | Épreuve       | Temps           |
| ----- | ------------------------------------------------- | --------------------- | ----- | ------------- | --------------- |
| 1989  | Semi-marathon d'Acquanegra sul Chiese             | Acquanegra sul Chiese | 2e    | Semi-marathon | 1 h 21 min 48 s |
| 1990  | Semi-marathon d'Acquanegra sul Chiese             | Acquanegra sul Chiese | 2e    | Semi-marathon | 1 h 18 min 51 s |
| 1991  | Semi-marathon Garda Trentino                      | Gargnano              | 2e    | Semi-marathon | 1 h 17 min 15 s |
| 1991  | Marathon de Cesano Boscone                        | Cesano Boscone        | 4e    | Marathon      | 2 h 42 min 51 s |
| 1993  | Marathon de Pune                                  | Pune                  | 2e    | Marathon      | 2 h 52 min 21 s |
| 1995  | Championnats du monde militaires de cross-country | Mayport               | 8e    | Cross-country | 18 min 41 s     |
| 1995  | Marathon de Cesano Boscone                        | Cesano Boscone        | 2e    | Marathon      | 2 h 41 min 46 s |
| 1996  | Marathon de Cesano Boscone                        | Cesano Boscone        | 5e    | Marathon      | 2 h 49 min 7 s  |
| 2011  | Mezza Maratone dei 5 Castelli                     | Bedizzole             | 2e    | Semi-marathon | 1 h 20 min 28 s |
| 2011  | Maratonina Basso Garda                            | Carpenedolo           | 5e    | Semi-marathon | 1 h 20 min 57 s |
| 2011  | Semi-marathon de Brixia                           | Brescia               | 1re   | Semi-marathon | 1 h 19 min 57 s |
| 2011  | Mezza Maratone dei 5 Castelli                     | Bedizzole             | 2e    | Semi-marathon | 1 h 20 min 2 s  |

### Course en montagne
| no  | féminin            | Course                                                      | Longueur | Départ            | Temps           |
| --- | ------------------ | ----------------------------------------------------------- | -------- | ----------------- | --------------- |
| 5e  | 5e                 | Trophée mondial de course en montagne                       | 7,94 km  | 5 septembre 1993  | 38 min 20 s     |
| 2e  | Médaille d'argent  | Scalata dello Zucco                                         | 5 km     | 10 juillet 1994   | 26 min 0 s      |
| 9e  | 9e                 | Trophée mondial de course en montagne                       | 7,85 km  | 10 septembre 1995 | 39 min 49 s     |
| 2e  | Médaille d'argent  | Trophée européen de course en montagne                      | 8 km     | 13 juillet 1996   | 53 min 22 s     |
| 1re | Médaille d'or      | Trophée Vanoni                                              | 5 km     | octobre 1996      | 23 min 28 s     |
| 10e | 10e                | Trophée mondial de course en montagne                       | 7,8 km   | 7 septembre 1997  | 43 min 24 s     |
| 4e  | 4e                 | Trophée européen de course en montagne                      | 7,8 km   | 5 juillet 1998    | 36 min 22 s     |
| 2e  | Médaille d'argent  | Challenge Stellina                                          | 8,1 km   | 23 août 1998      | 49 min 14 s     |
| 5e  | 5e                 | Trophée mondial de course en montagne                       | 8,27 km  | 20 septembre 1998 | 48 min 12 s     |
| 8e  | 8e                 | Trophée européen de course en montagne                      | 9 km     | 4 juillet 1999    | 59 min 2 s      |
| 48e | Médaille d'argent  | Course de Šmarna Gora                                       | 9,2 km   | 9 octobre 1999    | 50 min 59 s     |
| 1re | Médaille d'or      | Trophée Vanoni                                              | 5 km     | 24 octobre 1999   | 24 min 10 s     |
| 1re | Médaille d'or      | Scalata dello Zucco                                         | 7 km     | 10 juillet 2005   | 43 min 1 s      |
| 1re | Médaille d'or      | Bolognano-Velo                                              | 8,5 km   | 7 août 2005       | 47 min 43 s     |
| 9e  | 9e                 | Trophée mondial de course en montagne                       | 9,1 km   | 25 septembre 2005 | 43 min 46 s     |
| 3e  | Médaille de bronze | Trophée Vanoni                                              | 5 km     | 23 octobre 2005   | 23 min 10 s     |
| 7e  | 7e                 | Championnats d'Europe de course en montagne                 | 7,74 km  | 11 juillet 2006   | 44 min 42 s     |
| 33e | Médaille d'argent  | Course de Schlickeralm                                      | 11,2 km  | 6 août 2006       | 1 h 13 min 55 s |
| 1re | Médaille d'or      | Trophée Vanoni                                              | 5 km     | 22 octobre 2006   | 22 min 54 s     |
| 3e  | Médaille de bronze | Sierre-Crans-Montana                                        | 8,54 km  | 10 juin 2007      | 49 min 31 s     |
| 10e | 10e                | Championnats d'Europe de course en montagne                 | 8,5 km   | 8 juillet 2007    | 56 min 5 s      |
| 1re | Médaille d'or      | Bolognano-Velo                                              | 8,5 km   | 15 juillet 2007   | 47 min 43 s     |
| 8e  | 8e                 | Championnats d'Europe de course en montagne                 | 8,75 km  | 12 juillet 2008   | 41 min 54 s     |
| 1re | Médaille d'or      | Bolognano-Velo                                              | 8,5 km   | 20 juillet 2008   | 48 min 21 s     |
| 1re | Médaille d'or      | Mémorial Giovanni Bianchi                                   | 6,54 km  | 3 août 2008       | 44 min 54 s     |
| 3e  | Médaille de bronze | Mémorial Partigiani Stellina                                | 8,1 km   | 24 août 2008      | 50 min 47 s     |
| 28e | Médaille d'or      | Championnats d'Italie de course en montagne longue distance | 25 km    | 21 septembre 2008 | 1 h 59 min 55 s |
| 2e  | Médaille d'argent  | Trophée Vanoni                                              | 5 km     | 26 octobre 2008   | 22 min 56 s     |
| 26e | Médaille d'or      | Trophée Nasego                                              | 17 km    | 17 mai 2009       | 1 h 29 min 16 s |
| 19e | Médaille d'or      | Kilomètre vertical Chiavenna-Lagùnc                         | 3,3 km   | 19 juillet 2009   | 40 min 34 s     |
| 2e  | Médaille d'argent  | Championnats du monde de course en montagne                 | 8,6 km   | 6 septembre 2009  | 44 min 23 s     |
| 22e | Médaille d'argent  | Drei Zinnen Alpine Run                                      | 17,5 km  | 13 septembre 2009 | 1 h 44 min 11 s |
| 1re | Médaille d'or      | Trophée Vanoni                                              | 5 km     | 25 octobre 2009   | 22 min 46 s     |
| 36e | Médaille d'or      | Trophée Nasego                                              | 17 km    | 16 mai 2010       | 1 h 33 min 20 s |
| 18e | Médaille d'argent  | Kilomètre vertical Chiavenna-Lagùnc                         | 3,3 km   | 25 juillet 2010   | 40 min 50 s     |
| 9e  | 9e                 | Championnats du monde de course en montagne                 | 8,5 km   | 5 septembre 2010  | 52 min 42 s     |
| 20e | Médaille d'or      | Drei Zinnen Alpine Run                                      | 17,5 km  | 12 septembre 2010 | 1 h 44 min 45 s |
| 1re | Médaille d'or      | Championnats d'Italie de course en montagne longue distance | 19,5 km  | 19 septembre 2010 | 1 h 42 min 16 s |
| 33e | Médaille d'or      | Trophée Nasego                                              | 17 km    | 15 mai 2011       | 1 h 32 min 59 s |
| 3e  | Médaille de bronze | Mémorial Giovanni Bianchi                                   | 6,54 km  | 7 août 2011       | 45 min 10 s     |
| 37e | Médaille d'or      | Drei Zinnen Alpine Run                                      | 17,5 km  | 11 septembre 2011 | 1 h 51 min 0 s  |
| 27e | Médaille d'argent  | Championnats d'Italie de course en montagne longue distance | 22 km    | 25 septembre 2011 | 1 h 53 min 16 s |
| 22e | Médaille d'or      | Trophée Nasego                                              | 17 km    | 20 mai 2012       | 1 h 28 min 32 s |
| 2e  | Médaille d'argent  | Mémorial Giovanni Bianchi                                   | 6,54 km  | 5 août 2012       | 44 min 47 s     |
| 19e | Médaille d'argent  | Mémorial Partigiani Stellina                                | 11 km    | 26 août 2012      | 1 h 20 min 25 s |
| 33e | Médaille d'or      | Drei Zinnen Alpine Run                                      | 17,5 km  | 9 septembre 2012  | 1 h 47 min 36 s |
| 16e | Médaille d'or      | Championnats d'Italie de course en montagne longue distance | 21 km    | 30 septembre 2012 | 1 h 36 min 23 s |

## Raquette à neige
| no  | féminin            | Course                                    | Longueur | Départ          | Temps       |
| --- | ------------------ | ----------------------------------------- | -------- | --------------- | ----------- |
| 60e | Médaille d'argent  | La Ciaspolada                             | 8 km     | 6 janvier 2006  | 34 min 39 s |
|     | Médaille d'or      | Championnats du monde de raquette à neige | 7,5 km   | 19 mars 2006    | 32 min 26 s |
| 62e | Médaille d'argent  | La Ciaspolada                             | 5,9 km   | 6 janvier 2007  | 24 min 8 s  |
| 43e | Médaille d'or      | La Ciaspolada                             | 6,2 km   | 6 janvier 2008  | 22 min 4 s  |
| 1re | Médaille d'or      | Championnats d'Europe de raquette à neige | 8,5 km   | 25 février 2008 | 46 min 49 s |
| 47e | Médaille d'or      | La Ciaspolada                             | 8 km     | 4 janvier 2009  | 30 min 41 s |
| 44e | Médaille d'or      | La Ciaspolada                             | 7,65 km  | 6 janvier 2010  | 34 min 33 s |
| 14e | Médaille d'or      | Racchettinvalle                           | 10 km    | 7 février 2010  | 45 min 54 s |
|     | Médaille d'or      | Championnats du monde de raquette à neige | 8,2 km   | 27 février 2010 | 57 min 5 s  |
| 36e | Médaille d'or      | La Ciaspolada                             | 8 km     | 6 janvier 2011  | 27 min 47 s |
| 14e | Médaille d'or      | Racchettinvalle                           | 10 km    | 6 février 2011  | 45 min 44 s |
| 26e | Médaille d'argent  | La Ciaspolada                             | 8 km     | 6 janvier 2012  | 27 min 31 s |
|     | Médaille d'argent  | Racchettinvalle                           | 10 km    | 12 février 2012 | 47 min 33 s |
| 21e | Médaille d'or      | Championnats du monde de raquette à neige | 10 km    | 11 mars 2012    | 55 min 8 s  |
|     | Médaille de bronze | Championnats du monde de raquette à neige | 5,6 km   | 6 janvier 2013  |             |

## Records
| Épreuve       | Performance     | Date           | Lieu             |
| ------------- | --------------- | -------------- | ---------------- |
| 5 kilomètres  | 18 min 2 s      | Bolzano        | 31 décembre 2005 |
| 10 kilomètres | 36 min 38 s     | Brescia        | 29 avril 2007    |
| Semi-marathon | 1 h 18 min 43 s | Vérone         | 8 septembre 1996 |
| Marathon      | 2 h 41 min 46 s | Cesano Boscone | 5 novembre 1995  |